# Joana de Rožmitál
Joana de Rožmitál (antes de 1430 – Mělník, 12 de novembro de 1475) foi Rainha Consorte da Boêmia, como a segunda esposa de Jorge de Poděbrady.

## Vida
Ela era filha de João de Rožmitál e sua esposa Ludmila de Strakonicz.

### Casamento
Joana casou-se com Jorge de Poděbrady em 1450 (o casamento foi, provavelmente, arrajado pelo irmão de Joana, Jaroslav Lev de Rožmitál , pois seu pai havia falecido durante sua infância), um ano após a morte de sua primeira esposa, Cunegunda, com quem teve seis filhos.
Logo após o casamento, em 1452, Jorge se tornou próximo do administrador provincial, Ladislau V da Hungria. Quando Ladislau morreu, em 1457 (de peste bulbônica ou leucemia), as pessoas se perguntaram quem iria suceder o rei da Boêmia e Hungria, que não teve filhos. Os principais candidatos para a sucessão foram Matias I e Jorge. Jorge acabou sendo selecionado e o casal foi coroado em 1458.
Os dois filhos sobreviventes de Joana viriam a ter suas próprias coroas.
Joanna apoiou ativamente o seu marido na política. Ela não era apenas uma mentora, mas estava pessoalmente envolvida em assuntos de estado, sendo parte da agenda política de seu marido. Joana, no entanto, ganhou reconhecimento como uma estimada esposa e mãe. Jorge, mais tarde, Joana, seus filhos e entenados para a corte. A enteada de Joana, Catarina, se casou com o velho rival de Jorge, Matias I.
O irmão de Joana lhe emprestou o seu passaporte para viajar para a Europa Ocidental, entre 1465 e 1467. Ela deixou seu marido para fazer o livro de orações do Rei Jorge. Quando o Papa maldito George, isto se aplicou até mesmo à sua mulher, e a todos os seus filhos.
Em agosto, de 1470, ela liderou os exércitos tchecos ao combater Matias I, pela Boêmia, quando toda a paz foi quebrada após a morte prematura de Catarina.

### Viuvez
Jorge morreu em 1471, e foi sucedido por Vladislau II da Hungria. Em 1473, Joana e Vladislau fizeram uma junção de terras, em Benešov, onde buscavam relembrar o presente do legado político do marido de Joana e sua tentativa de cociliação entre o Catolicismo e Utraquismo.
Depois de 1473, Joana mudou-se para o lugar tradicional das rainhas viúvas da Boêmia, Mělník. O Capítulo Real de São Pedro e São Paulo custaram a Joana, seis mil talentos de prata.
Joana morreu em 12 de novembro de 1475, em Mělník. De acordo com seu último desejo, ela queria descansar na igreja debaixo da cidade, mas outras fontes indicam que ela foi enterrada em São Vito, ao lado de Jorge. Seu funeral foi também assistido por Vladislau II.
De seus quatro filhos, apenas Henrique e Ludmila chegaram até a idade adulta.

## Descendência
Joana e Jorge tiveram os seguintes filhos:
1. Henrique O Jovem de Poděbrady (18 de maio de 1452 - 1 de julho de 1492), casou-se com Catarina, filha de Guilherme III da Turíngia
2. Frederico (1453–1458)
3. Inês
4. Ludmila de Poděbrady(16 de outubro de 1456 – 20 de janeiro de 1503), casou-se com Frederico I da Legnica.